# Götzingen
Götzingen ist eine ehemalige Gemeinde und heute ein Stadtteil von Buchen (Odenwald) im Neckar-Odenwald-Kreis in Baden-Württemberg.

## Geografische Lage
Das Haufendorf Götzingen liegt im Rinschbachtal im Bauland, etwa 5,5 km südöstlich der Kernstadt Buchen. Auf der Gemarkung des Stadtteils liegen die Wüstungen Rönningen und Buklingen, die als Flurnamen westlich und südwestlich des Orts erhalten sind.

## Geschichte

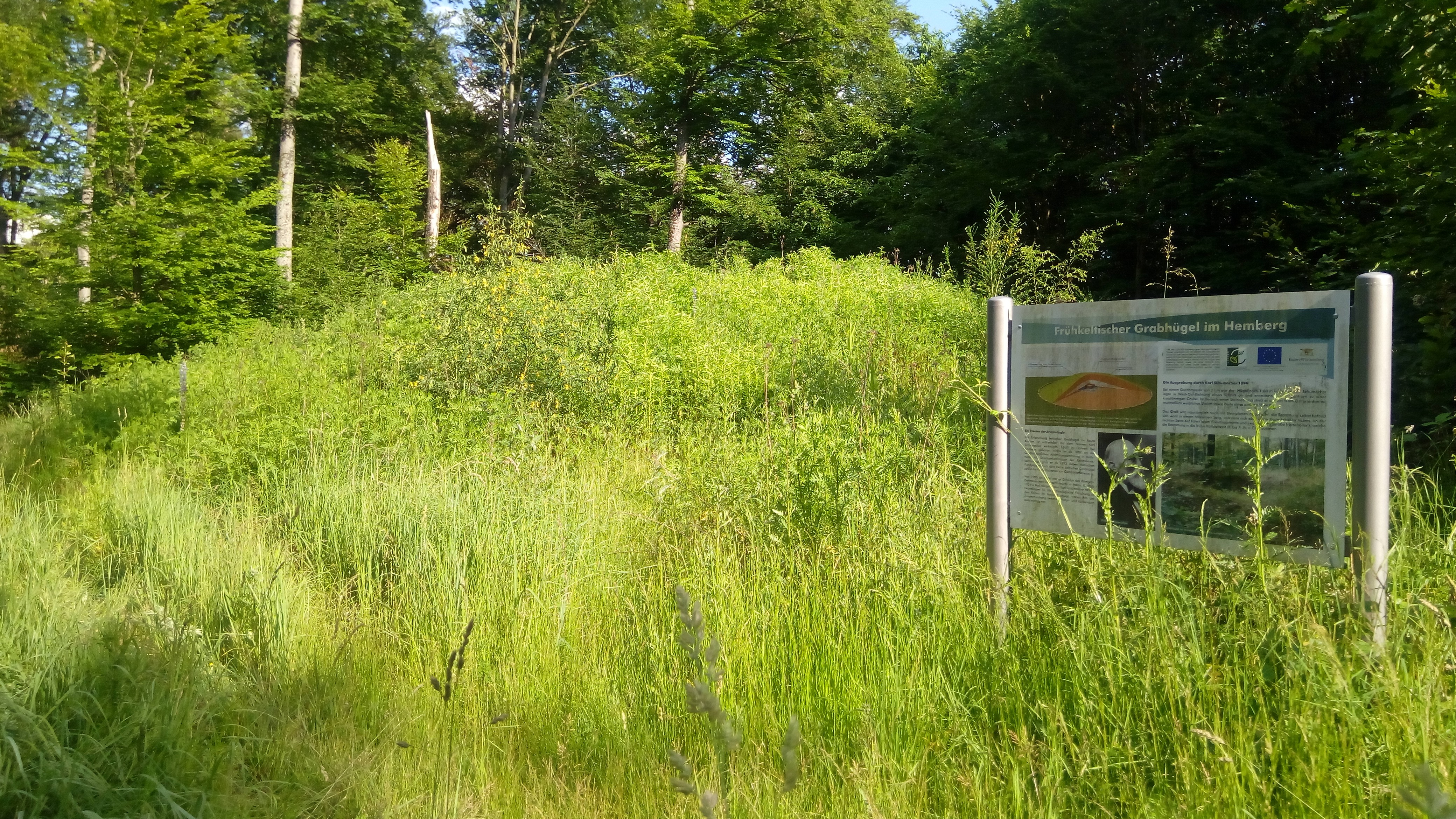
Hallstadtkulturgrabhügel bei Götzingen

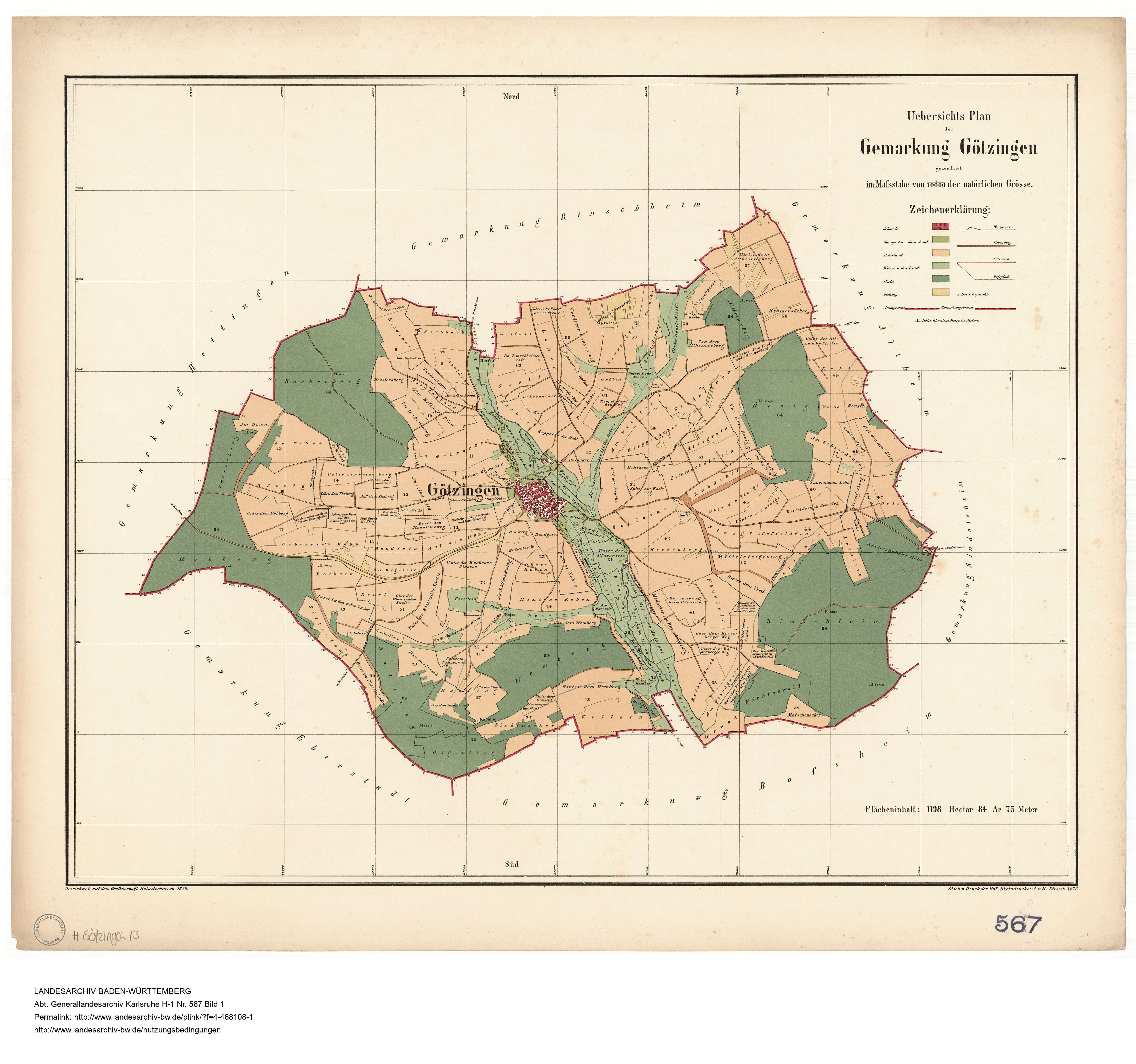
Gemarkung von Götzingen im Jahre 1876

Frühkeltische Grabhügel auf Götzinger Gemarkung und deren Grabbeigaben sind die ältesten Zeugen von Besiedlung. Nur wenig östlich des heutigen Götzingen verlief der Obergermanisch-Raetische Limes, von dem noch Reste römischer Wachposten im Boden verborgen sind.
Die erste urkundliche Erwähnung als Gezenkeim stammt aus dem Jahr 1280. 1296 kam Götzingen zunächst zur Hälfte, 1309 ganz an Kurmainz. Im Zuge der Säkularisation wurde 1803 das Fürstentum Leiningen Eigentümer von Götzingen, das 1806 zum Großherzogtum Baden kam.
Die Kirche St. Bartholomäus wurde 1791 errichtet.
Am 1. Oktober 1974 wurde die Stadt Buchen mit Götzingen, Hainstadt, Hettigenbeuren und Hettingen zur heutigen Stadt Buchen vereinigt.

### Götzinger Linden

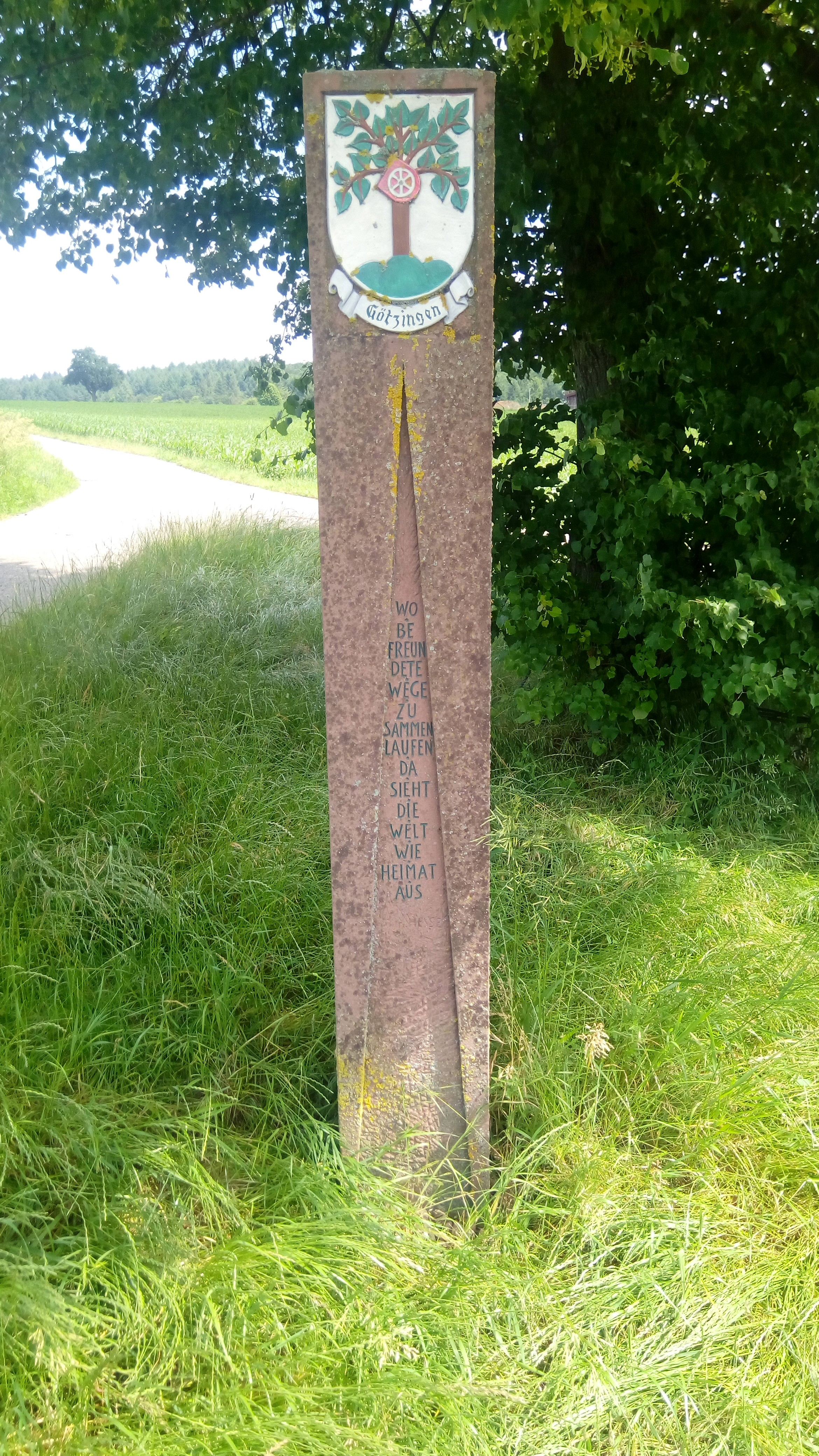
Kleindenkmal mit Götzinger Wappen

Die Linde ist nicht nur der Wappenbaum des Buchener Stadtteiles Götzingen – das 1908 geschaffenen Wappen der bis 1975 selbständigen Gemeinde zeigt eine Linde mit Wappenschild vor silbernem Hintergrund –, sondern ist mit der Historie Götzingens untrennbar verbunden. Viele Generationen lang stand die sagenumwobene, lindenbestandene Thingstätte aus der Germanenzeit als markantes und dorfbildprägendes Mahn- und Naturdenkmal oberhalb Götzingens.
So schrieb Emil Öppling 1935 in seinem „Forum Götzingen“ „… aus alemannisch-fränkischer Zeit grüßen noch heute die alten Linden ins Tal hinab und künden, dass hier in grauer Vorzeit eine Thingstätte unsere germanischen Vorfahren zu Rat, Opfer und Gericht vereinigte …“.
Bei den Germanen fand unter Linden das Thing statt. Bürgerversammlungen und Gerichtsverhandlungen wurden ebenfalls bevorzugt im Schatten dieser mächtigen Freiheitsbäume abgehalten. Diesem Umstand verdankte auch Götzingen seine „tausendjährigen Linden“.
Fünf Baumriesen bildeten und beschatteten an herausgehobenem Standort hoch über dem Dorf die Thing- und Kultstätte. Heute ist keine mehr davon erhalten.
Die ersten beiden mussten 1893/94 beim Schulhausbau weichen – es gab damals noch keine Naturschützer und keine Bürgerinitiativen. Sicher stellt sich heute die Frage, ob es eine glückliche Entscheidung war, die Schule bei dieser Kult- und Opferstätte zu erbauen und dafür zwei der Baumriesen zu fällen. In der Grundsteinniederschrift vom 5. Juni 1895 wird dokumentiert: „… Bei der Wahl des Bauplatzes wurde vor allem ins Auge gefasst, einen passenden, gesunden und billigen Platz zu erhalten. Die Wahl fiel auf den schönen, reizend bei den tausendjährigen Linden gelegenen, freien, der Gemeinde gehörenden Platz. Wie trefflich diese Wahl war, wird die Erfahrung in späteren Jahren lehren …“.
Bei der ersten Schulhauserweiterung 1913/14 konnten die restlichen drei Bäume zwar noch erhalten werden, dem Um- und Erweiterungsbau 1963/65 jedoch fielen dann zwei weitere zum Opfer. Allerdings war eine davon bereits in hoffnungslosem Zustand und nicht mehr zu retten. Seine fünfte und letzte Linde verlor Götzingen im Jahre 1985. Sie war so stark geschädigt, dass sie selbst durch Baumchirurgen nicht mehr zu retten war, ja gar eine Gefahr für spielende Kinder darstellte. Am 9. April 1985 fiel die fünfte Linde.
Allerdings weiß niemand, wie alt die „tausendjährigen“ Linden tatsächlich waren – wirklich schon über 1000 Jahre oder vielleicht noch nicht ganz.

### Steinkreuz
Inmitten dieser Thingstätte stand auch das älteste Zeichen christlichen Glaubens auf Götzinger Gemarkung – ein stark verwittertes Steinkreuz in lateinischer Form. Aus dem 15./16. Jahrhundert stammend, weist es seine Deutung erschwerende Beschädigungen auf. Den christlichen Hintergrund der Denkmalsetzung jedoch unterstreicht das Zeichen in der Vierung des Kreuzes.
Dieses zeigt einen in Resten erkennbaren erhaben herausgearbeiteten Kreis, vermutlich mit Speichen, was auf das sechsspeichige Rad als Hoheitszeichen des Erzstiftes Mainz hindeuten dürfte. Ebenso denkbar wäre aber auch ein Wagenrad als Berufszeichen eines Wagners oder als Hinweis auf einen Unfall mit einem Wagen.
Der Volksmund allerdings definiert den ursprünglichen Standort des Kreuzes als Ort, „… an dem jemand, vermutlich ein Zigeuner, wegen seiner Vergehen lebendig begraben worden sein soll“. Der früher beim Vorübergehen an diesem Platz ausgesprochene Vers „Benedickdich, duck dich ins Loch!“ könnte eine Bestätigung dieser Überlieferung sein. Jedenfalls weist dieses Mahnzeichen weit in die Dorfgeschichte zurück.
Es steht nun nach mehreren Standortwechseln im Gefolge der Schulhausbauten wieder ganz in der Nähe seines ursprünglichen Standortes – jetzt allerdings zusammen mit einem gewaltigen Sandsteinfindling als Erinnerungsmal – unter den Zweigen einer jungen Linde, die 1987 anlässlich der Heimattage und der Rathauseinweihung als Erinnerung an die vergangenen Baumriesen und die ehemalige Thingstätte gepflanzt wurde.

## Wappen
Die genaue heraldische Beschreibung des auf Vorschlag des Generallandesarchivs 1908 gestalteten Wappens lautet: „Die Linde mit ihrem schwarzen Stamm wächst aus einem grünen Dreiberg. Der Untergrund ist in Silber gehalten. Der Lindenstamm ist beheftet mit einem roten Wappenschild, in dem ein sechsspeichiges silbernes Rad (Anlehnung an Kurmainz) zu sehen ist.“

## Wirtschaft und Infrastruktur

### Verkehr

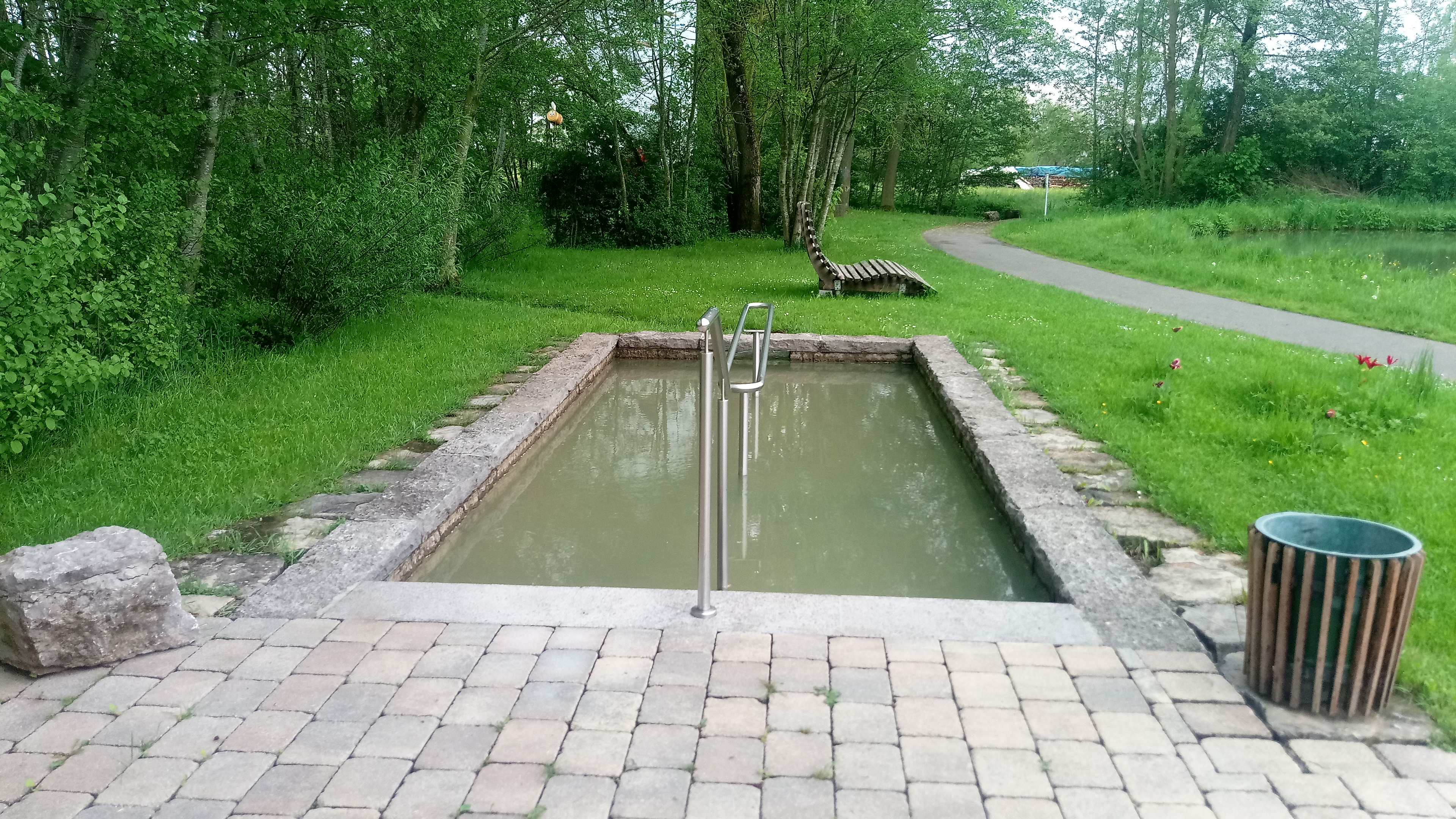
Kneipptretbecken am Limesradweg

Als Teilabschnitt des Deutschen Limes-Wanderwegs durchquert der Limes-Wanderweg des Schwäbischen Albvereins den Stadtteil. Von Miltenberg bis Osterburken wird dieser Weg als Östlicher Limesweg vom Odenwaldklub betreut.

## Sehenswürdigkeiten

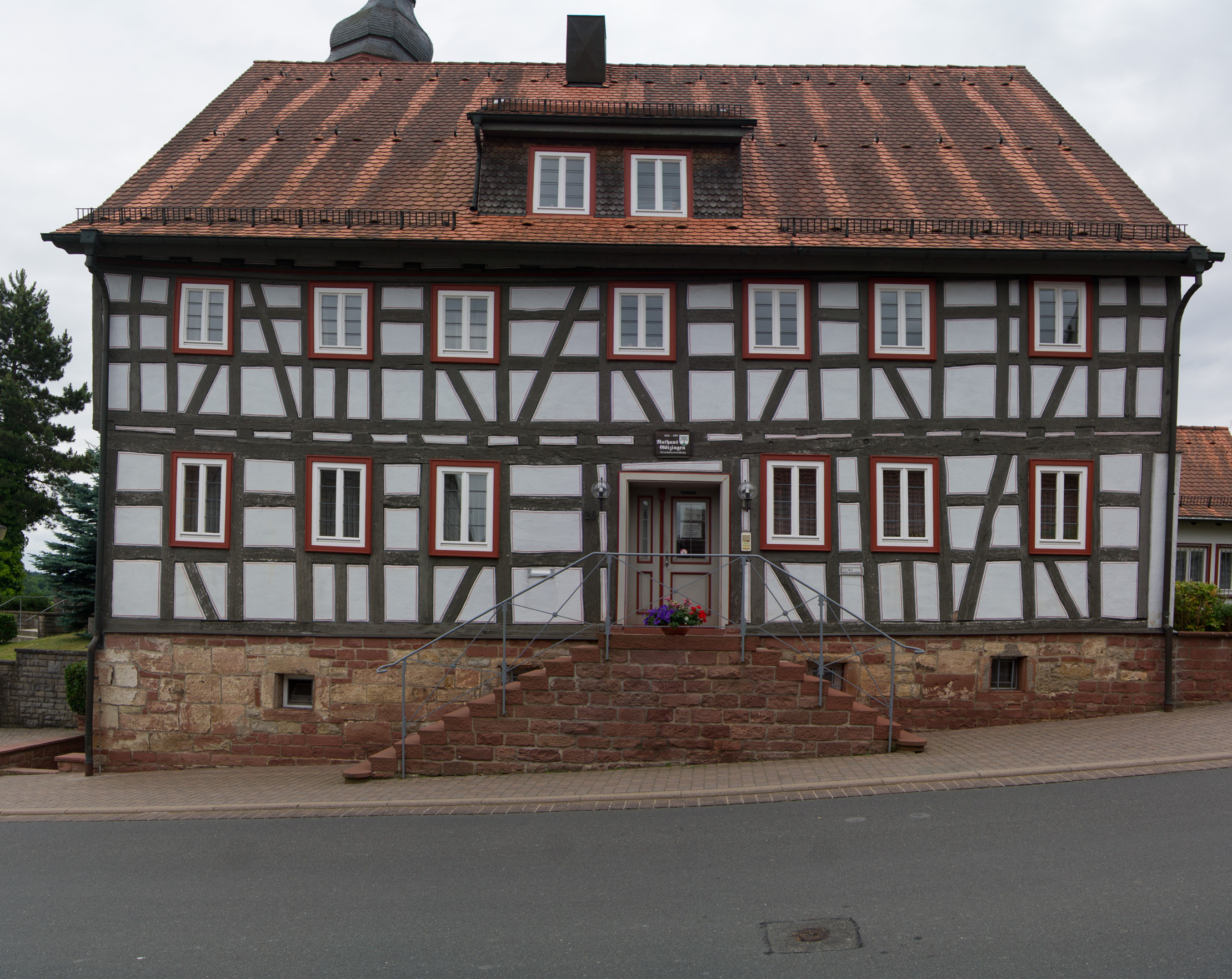
Ehemaliges Rathaus von Götzingen

Das Götzinger Rathaus ist ein Fachwerkhaus von 1612.